# Еррідупізир
Еррідупізир (Енрідавазир) — цар (або обраний отаман) кутіїв, правив у 2230-2202 до н.е (2141-2138 до н.е за іншими даними).
В епічній пісні «Цар Кути» розповідається, що після нападів акадського царя Нарам-Суена на храм (Енліля) в Ніппурі, шумери покликали на допомогу кутіїв. Енрідавазир був вождем тих кутіїв, котрі відгукнулися на заклик про допомогу і поклали кінець нападам акадців на Ніппур. Він не потрапив в так званий «Царський список», мабуть через відсутність якогось ритуалу посвячення у царі.

Його правління було засвідчено написом, знайденому під час археологічних розкопок у стародавньому місті-державі Ніппур, де він називав себе: «Лугаль Гутіів, Лугаль Чотирьох Сторін (світу)». 
Після того, як Аккадська імперія була підкорена владі гутіїв, лулубеї повстали проти Еррідупізира, але він захопив перевал Урбіллум біля гори Муммум. Далі він захопив Нірішуху.
Його наступником був Імта.